# McCormick (udde)
McCormick är en udde i Antarktis. Den ligger i Östantarktis. Nya Zeeland gör anspråk på området.
Terrängen inåt land är kuperad. Havet är nära McCormick åt nordost. Trakten är obefolkad. Det finns inga samhällen i närheten.